# Dahalik jezik
Dahalik jezik (dahlik, dahaalik, dahlak), jezik koji bi prema Marie-Claude Simeone-Senelle pripadao po svojoj srodnosti s jezicima tigré [tig] i tigrinja [tir] sjevernoetiopskoj skupini jezika.
Govori se na tri otoka (Dahlak Kebir, Norah i Dehil) otočja Dahlak pred obalom Eritreje u Crvenom moru.